# Gregg Bishop
Gregory Paul Bishop, detto Gregg (Powder Springs, ...), è un produttore cinematografico, regista e scenografo statunitense.

## Biografia
Nato e cresciuto a Powder Springs, in Georgia, Bishop ha iniziato a dirigere film con l'aiuto di suo padre quando aveva soltanto sette anni. Quando ne ebbe sedici realizzò già una cinquantina di cortometraggi. Frequentò la McEachern High School, scrivendo e dirigendo il suo primo film, quando aveva soltanto 17 anni. Finita la scuola, ha frequentato la USC School of Cinematic Arts dove si è laureato.

## Filmografia
- Fuga dall'Inferno - L'altra dimensione dell'amore (2006)
- Dance of the Dead (2008)
- The Birds of Anger (2011)
- V/H/S: Viral (2014)

- Siren (2016)